# 野上亮磨
野上 亮磨（のがみ りょうま、1987年6月15日 - ）は、福岡県太宰府市出身の元プロ野球選手（投手、右投右打）、プロ野球コーチ。
妻は元モーニング娘。のメンバーでタレントの石川梨華。

## 経歴

### プロ入り前
太宰府市立太宰府西中学校時代はフレッシュリーグの筑紫エンデバーズに所属。中学の1学年後輩に大石達也がいる。高校は当時の硬式野球部の監督から誘いを受けた神村学園高等部へ進学。同校3年次の2005年春、第77回選抜大会に出場し、準優勝投手となる。3年夏は鹿児島大会決勝にて樟南高校と対戦し、前田大和に同点適時打を打たれ、4-5で惜敗したが選抜大会の活躍で一躍プロのスカウトも注目する存在となり、プロ志望届を提出したが指名はなく、日産自動車に入社。
社会人時代は入社2年目の2007年から試合で起用され始め、当時エースだった石畝卓也とチームの2枚看板となり、同年は新日本石油ENEOSの補強選手として都市対抗野球初出場を果たした。翌2008年はエースピッチャーとして活躍、チームを2年ぶりに第79回都市対抗野球へと導いた。
2008年10月30日に行われたドラフト会議で埼玉西武ライオンズから2巡目指名を受け、12月6日に契約金8000万円、年俸1300万円の仮契約を結んだ。背番号は20。

### 西武時代
2009年は即戦力として先発、中継ぎに起用され、25試合に登板。オフの契約更改では200万円増の1500万円で一発サインしたが、「もうちょっと上がるかと思った」と話した。
2010年は前年に引き続き、先発、中継ぎと起用され、登板試合数は増えたが、防御率は5.14と結果を残せなかった。契約更改では100万円増の推定年俸1600万円でサイン。
2011年には、一軍公式戦への登板が4試合にまで減少。イースタン・リーグ公式戦では、主に先発投手として起用されると、9勝を挙げ最多勝利投手のタイトルを獲得した。契約更改では300万円減の推定年俸1300万円でサイン。
2012年はキャンプから好調を維持し、開幕一軍スタート。ローテーションの谷間での先発やロングリリーフなどで登板していた。夏場以降はローテーションの一角として登板を続け、6連勝を含む、キャリアハイかつ前年までの自己通算を上回る8勝を挙げた。契約更改では1500万円増の推定年俸2800万円でサイン。
2013年は開幕一軍スタートを切ると開幕ローテーションの一角として期待されて順調に勝ち星を伸ばしていたが、夏頃のチームの不調と共に自身も調子を崩し、Aクラス入りとクライマックスシリーズの出場がかかったチーム事情から終盤では中継ぎに回った。9月26日の東北楽天ゴールデンイーグルス戦ではアンドリュー・ジョーンズに逆転適時打を打たれて負け投手となったが、それ以降は中継ぎとしてフル回転で10月1日には自身初となる10勝目を挙げた。最終的に岸孝之と並ぶチーム最多の11勝を挙げプロ入り初の年間規定投球回数もクリアした。契約更改では2000万円増の推定年俸4800万円でサイン。
2014年も開幕ローテ入りを果たしたが、交流戦から打ちこまれる場面が目立つようになり、防御率は5点台後半まで悪化し6月に登録を抹消された。一軍復帰後は中継ぎとして起用されたが、程なくして先発に戻ると8月22日の北海道日本ハムファイターズ戦で初完投を記録する（先発として73試合目での達成は史上最長）など終盤は調子を取り戻した。契約更改では300万円減の推定年俸4500万円でサイン。
2015年も開幕ローテーション入りしたが、4月4日の福岡ソフトバンクホークス戦で打球が足に直撃し、4月6日に登録を抹消。4月16日に一軍に復帰し、3連勝を記録した。チームトップの4勝を挙げていたが、5月10日に背中の張りを訴え、再び登録を抹消。5月20日に再び一軍登録された。しかし、7月1日のソフトバンク戦に勝利して以降、8試合白星を挙げられず（4敗）、9月からリリーフへ配置転換された。シーズン終盤の9月下旬から先発に復帰したものの勝ち星は挙げられず、後半戦は0勝4敗に終わった。この年は27試合の登板で7勝7敗、防御率4.22に終わった。契約更改では1300万円増の推定年俸5800万円でサイン。減額を予想していた野上は「ビックリしている。4年間の実績を評価してもらった」と話した。
2016年も開幕から先発ローテーションに加わったが、4月20日の日本ハム戦から勝ち星を挙げられず、6月18日の東京ヤクルトスワローズ戦からリリーフへ配置転換された。6月23日に先発の菊池雄星が登録を抹消されたため、6月25日の千葉ロッテマリーンズ戦から先発に復帰。先発として5試合に登板したが、0勝3敗と結果を残せず、8月から再びリリーフとなった。8月13日のオリックス・バファローズ戦で2回2失点と抑えられず、8月14日に登録を抹消された。9月20日に一軍登録され、同日のオリックス戦で先発として登板。6回を4安打1失点4奪三振に抑え、前述の日本ハム戦（4月20日）以来の勝利投手となった。この年は22試合の登板で3勝9敗、防御率3.87に終わった。シーズン終了後、同年に取得していた国内FA権を行使せず残留し、800万円減の推定年俸5000万円で契約を更改した。
2017年には、知人の紹介を機に4年前から交際していたモーニング娘。OGの石川梨華と結婚したことを3月13日に発表。レギュラーシーズンでは、9月23日の対オリックス戦（メットライフドーム）で一軍公式戦初完封勝利を挙げるなど、右のエースとして活躍。2013年以来自身2度目の11勝を記録したほか、こちらも自身2度目の年間規定投球回数もクリア（先発登板だけでの到達は初）、被打率を前年の.274から.237にまで改善させた。チームのレギュラーシーズン2位で臨んだ楽天とのクライマックスシリーズファーストステージでは、1勝1敗で迎えた10月16日の第3戦（メットライフドーム）でCS初の先発マウンドを任されたが4回途中2失点で降板し、敗戦投手となり、チームはファーストステージ敗退。シーズン終了後の11月15日に、前年に行使しなかった国内FA権の行使を表明。同日付で、NPBからフリーエージェント宣言選手として公示された。読売ジャイアンツ、阪神タイガース、横浜DeNAベイスターズが野上の獲得を検討し、西武がFA権行使後の残留を認める方針を掲げていたが、11月下旬には、巨人へ移籍することを西武に伝えた。

### 巨人時代
2017年12月1日に、読売ジャイアンツが野上の入団契約で合意に達したことを発表。12月4日付で、フリーエージェント宣言選手としての契約締結合意がNPBから公示された。推定総額4億5000万円という条件での3年契約で、背番号は23。
2018年4月1日の阪神戦（開幕第3戦・東京ドーム）で移籍後初登板初先発し、5回2/3を2失点で移籍後初勝利。その後も先発を務めたが、5月6日のDeNA戦(横浜スタジアム)では初回にホセ・ロペスに左翼ポール際への大飛球を本塁打と判定され、リプレー検証で一度ファウルと覆るもその直後の一球を左中間に本塁打を打たれるなど、この回だけで4点を失い、3回にもロペスに適時打を打たれてこの回途中で降板し、2回0/3を7失点でKOされ、移籍後最短で降板。さらに5月27日の阪神戦（阪神甲子園球場）では5回4失点で降板し、4敗目を喫すると、5月30日に登録抹消された。二軍調整を経て7月16日に一軍昇格すると、中継ぎで起用され、シーズン終了まで一軍登録されたが、先発での登板はなかった。シーズン通算では25試合に登板、4勝4敗1ホールド、防御率4.79の成績を残した。チームが2年ぶりAクラスの3位で迎えたCSでもベンチ入りし、ファーストステージでは登板はなかったが、ファイナルステージの広島東洋カープ戦（第3戦・マツダスタジアム）で3回二死一塁から登板。アレハンドロ・メヒアへの投球動作の途中で転倒し、ボークを取られ、走者を二塁に進め、暴投で三塁へ進めるも打ち取りこの走者は返さなかった。次の4回までを投げ1回1/3を投げ無失点に抑えたがチームは3連敗で敗退。
2019年は開幕一軍を外れるも、ライアン・クックの故障により、4月24日に中継ぎとして一軍へ昇格。4月27日のDeNA戦で3年ぶりとなるセーブを挙げた。しかし、5月4日の広島戦でサビエル・バティスタにサヨナラヒットを打たれ、シーズン初の敗戦投手となった。先発登板は1試合のみの計13試合に登板し、1勝2敗1セーブ3ホールド、防御率3.50。日本シリーズでの登板準備に向け、10月20日にみやざきフェニックス・リーグでの登板中に、左アキレス腱断裂の大怪我を負い、3日後の10月23日に手術を受けた。契約更改交渉には松葉杖を突きながら臨み、現状維持の推定年俸1億5000万円でサインした。
2020年は6月に二軍練習試合で実戦復帰。二軍で18試合に登板し、0勝3敗、防御率4.98の成績で一軍登板はなかった。FA時の3年契約が終了し、本人も戦力外通告されることも覚悟していた状況だったが、1億2000万円減の推定年俸3000万円で契約を更改。減額制限（年俸1億円以上の選手は40パーセントまで）を超える80パーセントのダウンとなった。
2021年も開幕二軍スタートだったが、菅野智之が脚部違和感で登板回避したため4月2日に一軍登録され同日のヤクルト戦で605日ぶりに先発。6回を投げ、村上宗隆に打たれた2ランで2失点し、敗戦投手となる。菅野の翌週復帰のため、翌3日に登録抹消された。再登録後は中盤でのロングリリーフなどで起用されるも、5月18日の対広島戦でリリーフ登板し、牽制球を投げたあとに右肩の異常を訴え、4球を投げただけで緊急降板し、翌日に登録抹消される。右肩のリハビリを行うも早期回復が見込めず、10月26日、現役引退を決断したことが球団より発表された。

### 引退後
2022年からは読売ジャイアンツチーム戦略室スコアラーに配置される。
2024年から三軍投手コーチに就任する。

## 選手としての特徴
スリークォーターから平均球速約141km/h、最速149km/hのストレートにスライダー、チェンジアップ、カーブ、フォークを混ぜる。優れた制球力が武器で、11勝を挙げた2017年は四球数をパ・リーグ規定投球回到達者で最少となる24個に留めた。
2014年にチームの監督だった伊原春樹は「東尾修2世」と評価した。

## 詳細情報

### 年度別投手成績
| 年 度      | 球 団      | 登 板 | 先 発 | 完 投 | 完 封 | 無 四 球 | 勝 利 | 敗 戦 | セ 丨 ブ | ホ 丨 ル ド | 勝 率 | 打 者 | 投 球 回 | 被 安 打 | 被 本 塁 打 | 与 四 球 | 敬 遠 | 与 死 球 | 奪 三 振 | 暴 投 | ボ 丨 ク | 失 点 | 自 責 点 | 防 御 率 | W H I P |
| ---------- | ---------- | ----- | ----- | ----- | ----- | -------- | ----- | ----- | -------- | ----------- | ----- | ----- | -------- | -------- | ----------- | -------- | ----- | -------- | -------- | ----- | -------- | ----- | -------- | -------- | ------- |
| 2009       | 西武       | 25    | 7     | 0     | 0     | 0        | 3     | 5     | 1        | 3           | .375  | 247   | 56.2     | 60       | 9           | 23       | 1     | 2        | 33       | 4     | 0        | 29    | 28       | 4.45     | 1.46    |
| 2010       | 西武       | 27    | 8     | 0     | 0     | 0        | 2     | 2     | 0        | 1           | .500  | 319   | 68.1     | 92       | 9           | 23       | 1     | 4        | 40       | 4     | 0        | 40    | 39       | 5.14     | 1.68    |
| 2011       | 西武       | 4     | 0     | 0     | 0     | 0        | 0     | 1     | 0        | 0           | .000  | 20    | 4.1      | 8        | 2           | 0        | 0     | 0        | 3        | 0     | 0        | 5     | 5        | 10.38    | 1.86    |
| 2012       | 西武       | 23    | 18    | 0     | 0     | 0        | 8     | 5     | 0        | 0           | .615  | 496   | 115.1    | 128      | 8           | 36       | 0     | 5        | 49       | 4     | 0        | 42    | 38       | 2.97     | 1.42    |
| 2013       | 西武       | 30    | 24    | 0     | 0     | 0        | 11    | 7     | 0        | 1           | .611  | 643   | 152.2    | 141      | 17          | 41       | 1     | 8        | 93       | 3     | 0        | 71    | 67       | 3.95     | 1.20    |
| 2014       | 西武       | 25    | 21    | 2     | 0     | 0        | 8     | 10    | 0        | 1           | .444  | 522   | 120.1    | 123      | 15          | 42       | 1     | 5        | 68       | 6     | 0        | 68    | 60       | 4.49     | 1.37    |
| 2015       | 西武       | 27    | 22    | 0     | 0     | 0        | 7     | 7     | 0        | 0           | .500  | 565   | 134.1    | 127      | 15          | 46       | 0     | 4        | 77       | 1     | 0        | 68    | 63       | 4.22     | 1.29    |
| 2016       | 西武       | 22    | 18    | 0     | 0     | 0        | 3     | 9     | 1        | 1           | .250  | 474   | 107.0    | 112      | 10          | 43       | 0     | 5        | 62       | 3     | 0        | 56    | 46       | 3.87     | 1.45    |
| 2017       | 西武       | 24    | 24    | 2     | 1     | 0        | 11    | 10    | 0        | 0           | .524  | 577   | 144.0    | 128      | 10          | 24       | 1     | 5        | 113      | 2     | 0        | 62    | 58       | 3.63     | 1.06    |
| 2018       | 巨人       | 25    | 9     | 0     | 0     | 0        | 4     | 4     | 0        | 1           | .500  | 300   | 71.1     | 74       | 15          | 21       | 2     | 2        | 54       | 3     | 0        | 38    | 38       | 4.79     | 1.33    |
| 2019       | 巨人       | 13    | 1     | 0     | 0     | 0        | 1     | 2     | 1        | 3           | .333  | 81    | 18.0     | 19       | 1           | 6        | 0     | 0        | 16       | 1     | 0        | 10    | 7        | 3.50     | 1.39    |
| 2021       | 巨人       | 9     | 1     | 0     | 0     | 0        | 0     | 1     | 1        | 4           | .000  | 63    | 16.1     | 8        | 1           | 6        | 1     | 0        | 15       | 0     | 0        | 3     | 3        | 1.65     | 0.86    |
| 通算：12年 | 通算：12年 | 254   | 153   | 4     | 1     | 0        | 58    | 63    | 4        | 15          | .479  | 4307  | 1008.2   | 1020     | 112         | 311      | 8     | 40       | 623      | 31    | 0        | 492   | 452      | 4.03     | 1.32    |

- 各年度の太字はリーグ最高

### 年度別守備成績
| 年 度 | 球 団 | 投手  | 投手  | 投手  | 投手  | 投手  | 投手     |
| 年 度 | 球 団 | 試 合 | 刺 殺 | 補 殺 | 失 策 | 併 殺 | 守 備 率 |
| ----- | ----- | ----- | ----- | ----- | ----- | ----- | -------- |
| 2009  | 西武  | 25    | 5     | 10    | 0     | 1     | 1.000    |
| 2010  | 西武  | 27    | 2     | 11    | 0     | 1     | 1.000    |
| 2011  | 西武  | 4     | 0     | 2     | 0     | 0     | 1.000    |
| 2012  | 西武  | 23    | 10    | 27    | 0     | 1     | 1.000    |
| 2013  | 西武  | 30    | 6     | 35    | 2     | 3     | .953     |
| 2014  | 西武  | 25    | 8     | 16    | 0     | 1     | 1.000    |
| 2015  | 西武  | 27    | 11    | 22    | 1     | 0     | .971     |
| 2016  | 西武  | 22    | 5     | 22    | 0     | 2     | 1.000    |
| 2017  | 西武  | 24    | 5     | 20    | 1     | 1     | .962     |
| 2018  | 巨人  | 25    | 0     | 8     | 0     | 0     | 1.000    |
| 2019  | 巨人  | 13    | 0     | 3     | 0     | 0     | 1.000    |
| 2021  | 巨人  | 9     | 1     | 1     | 0     | 0     | 1.000    |
| 通算  | 通算  | 254   | 53    | 177   | 4     | 10    | .983     |

### 記録
初記録
投手記録
- 初登板：2009年4月30日、対福岡ソフトバンクホークス6回戦（西武ドーム）、8回表に5番手で救援登板、1回無失点
- 初奪三振：同上、8回表に小久保裕紀から空振り三振
- 初セーブ：2009年5月1日、対北海道日本ハムファイターズ4回戦（札幌ドーム）、12回裏一死に6番手で救援登板・完了、2/3回無失点
- 初先発登板：2009年5月10日、対福岡ソフトバンクホークス9回戦（福岡Yahoo! JAPANドーム）、3回1/3を5失点で敗戦投手
- 初勝利：2009年5月20日、対中日ドラゴンズ2回戦（西武ドーム）、8回表に2番手で救援登板・完了、3回無失点
- 初ホールド：2009年5月30日、対読売ジャイアンツ1回戦（西武ドーム）、9回表一死に3番手で救援登板、2/3回無失点
- 初先発勝利：2009年8月23日、対千葉ロッテマリーンズ18回戦（西武ドーム）、7回無失点6奪三振
- 初完投・初完投勝利：2014年8月22日、対北海道日本ハムファイターズ17回戦（札幌ドーム）、9回1失点4奪三振
- 初完封勝利：2017年9月23日、対オリックス・バファローズ25回戦（メットライフドーム）、9回無失点5奪三振[23]

打撃記録
- 初打席：2010年6月7日、対中日ドラゴンズ4回戦（ナゴヤドーム）、3回表に川井雄太から犠打
- 初安打：2018年4月8日、対東京ヤクルトスワローズ3回戦（明治神宮野球場）、3回表に山中浩史から左前安打

節目の記録
- 1000投球回：2021年4月27日、対東京ヤクルトスワローズ4回戦（明治神宮野球場）、5回裏二死目にホセ・オスナを左飛 ※史上359人目[58]

### 背番号
- 20（2009年[5] - 2017年）
- 23（2018年[30] - 2021年）
- 104（2024年 - ）